# José Gonzalvo Falcón
José Gonzalvo Falcón, más conocido como Gonzalvo II o Pepe Gonzalvo (Mollet del Vallés, España, 16 de enero de 1920 - Barcelona, España, 31 de mayo de 1978) fue un jugador, entrenador y directivo de fútbol español. Jugaba como volante o lateral izquierdo y desarrolló la mayor parte de su carrera profesional en el FC Barcelona, siendo el único, junto con Romà Forns, que ha sido jugador, entrenador y directivo del club catalán.
Era hermano de los también futbolistas Julio (Gonzalvo I) y Mariano (Gonzalvo III), y continuó la saga con sus hijos Jordi y Josep Maria Gonzalvo, ambos jugadores y entrenadores de fútbol.

## Trayectoria
Como sus hermanos Mariano y Julio, dio sus primeros pasos como futbolista en el club de su localidad natal, el CF Mollet. Inició su carrera profesional la temporada 1941/42 en Segunda División con la Sociedad Deportiva Ceuta, mientras realizaba el servicio militar en la ciudad norteafricana.
A su regreso a Cataluña, continuó su carrera en el CE Sabadell, donde coincidió con su hermano Julio. Con la camiseta arlequinada debutó en la Primera División de España, el 26 de septiembre de 1943, con una derrota por 5-2 ante el Sevilla FC.
Un año más tarde fichó por el FC Barcelona, donde ya jugaba su hermano Mariano. Con él, junto con otros futbolistas como Ramallets, Segarra, Basora, Escolà, César o Kubala, formó uno de equipos más laureados de la historia blaugrana. En total, Gonzalvo II conquistó tres Ligas (1945, 1948, 1949) y una Copa Latina (1949), además de la Copa de Oro y la Copa Eva Duarte, ambas precursoras de la actual Supercopa de España. En total, disputó 198 partidos y marcó 5 goles en sus seis años como jugador barcelonista.
En 1950, en su regreso a España tras una destacada actuación en el Mundial de Brasil, decide por sorpresa abandonar el FC Barcelona para fichar por un equipo de Segunda División, el Real Zaragoza, tras rechazar ofertas del Real Madrid y del RCD Español. En su primer año con el conjunto aragonés logró el ascenso a Primera, aunque se perdió la siguiente temporada por enfermedad. La campaña 1952/53 es la última que disputó en Primera, ya que su equipo terminó descendiendo. En 1954 colgó definitivamente las botas.
Tras dejar los terrenos de juego, regentó su propio negocio en Barcelona y, paralelamente, obtuvo el título en entrenador. Se volcó en el aspecto pedagógico del fútbol, siendo director y profesor de la Escuela Nacional de Entrenadores.
En enero de 1963 se sentó en el banquillo del FC Barcelona para sustituir a Ladislao Kubala. Dirigió al equipo durante medio año, hasta final de temporada, con una actuación discreta en la Liga -finalizó sexto- pero conquistando la Copa del Generalísmo. Posteriormente fue también vocal en la junta directiva del FC Barcelona durante el mandato de Agustí Montal hijo.
El 31 de mayo de 1978, con 58 años, falleció en el Hospital Clínico y Provincial de Barcelona, donde había sido ingresado tras sufrir complicaciones en un proceso posoperatorio.

## Selección nacional
Disputó ocho encuentros internacionales con la selección de fútbol de España, el primero, el 30 de mayo de 1948 contra Irlanda en Barcelona. Con su hermano Mariano, formó parte del combinado nacional que participó en el Mundial de Brasil de 1950, donde España obtuvo la mejor clasificación de toda su historia, con un cuarto puesto. En este torneo se despidió de la selección.
Entre 1942 y 1950 también disputó cinco partidos amistosos con la selección de fútbol de Cataluña. Posteriormente, en 1974, dirigió un encuentro internacional entre el combinado catalán y una selección rusa, que terminó con empate a uno.

### Participaciones en Copas del Mundo
| Mundial                        | Sede   | Resultado |
| ------------------------------ | ------ | --------- |
| Copa Mundial de Fútbol de 1950 | Brasil | Cuarto    |

## Clubes

### Como jugador
| Club          | País   | Año       |
| ------------- | ------ | --------- |
| SD Ceuta      | España | 1941-1943 |
| CE Sabadell   | España | 1943-1944 |
| FC Barcelona  | España | 1944-1950 |
| Real Zaragoza | España | 1950-1954 |

### Como entrenador
| Club                  | País   | Año  |
| --------------------- | ------ | ---- |
| FC Barcelona          | España | 1963 |
| Selección de Cataluña | España | 1976 |

## Palmarés

### Como jugador

#### Campeonatos nacionales
| Título                | Club         | País   | Año  |
| --------------------- | ------------ | ------ | ---- |
| Liga                  | FC Barcelona | España | 1945 |
| Copa de Oro Argentina | FC Barcelona | España | 1945 |
| Liga                  | FC Barcelona | España | 1948 |
| Liga                  | FC Barcelona | España | 1949 |
| Copa Eva Duarte       | FC Barcelona | España | 1949 |

#### Torneos internacionales
| Título      | Club         | País   | Año  |
| ----------- | ------------ | ------ | ---- |
| Copa Latina | FC Barcelona | España | 1949 |

### Como entrenador

#### Campeonatos nacionales
| Título               | Club         | País   | Año  |
| -------------------- | ------------ | ------ | ---- |
| Copa del Generalísmo | FC Barcelona | España | 1963 |